# 덴파사르
덴파사르(인도네시아어: Kota Denpasar)는 인도네시아 발리주의 주도이다. 발리섬의 주요 관문인 응우라라이 국제공항이 있다. 인구는 788,589명이다(2010년 추계).

## 어원
덴파사르라는 말은 덴(북쪽)과 파사르(시장)의 합성어이다. 이 말은 이 시가 현재의 덴파사르 북부에 위치한 쿰바사르 시장(이전에는 페켄 파육)에서 시장 도시로 발전한 데서 온 것이다.

## 역사

### 네덜란드 식민지
덴파사는 원래 바둔 왕국의 수도였다.
1906년, 네덜란드의 발리 침공으로 왕궁은 파괴 · 약탈되었다. 중앙 광장의 동상이 푸푸탄(왕이나 귀족을 포함한 수천명의 발리인이 네덜란드 군에 항복하지 않고 자결을 선택한 것)의 기억을 남기고 있다.

### 독립 시대
1958년 덴파사르 발리 주의 주도 및 바둥 군의 군도가 되었다. 이후 덴파사르와 바둥 군은 경제 · 사회 · 문화의 모든 면에서도 급속한 성장을 이루었다. 덴파사는 정청이 있을 뿐만 아니라 상업과 교육, 관광의 중심이되기도 했다. 인구 성장률은 연간 4.05 %를 기록하고 급속한 발전과 함께 다양한 도시 문제를 일으켰다. 이를 해결하기 위해, 덴파사는 바둥 군에서 독립했다.
1992년 1월 15일 덴파사르 시는 자치시로 승격하는 것이 결정되었다.
2009년 11월 16일 바둥 군의 군청 소재지가 덴파사르에서 만구푸라로 이동했다.

## 관광
- 푸푸탄 광장

네덜란드 군의 침략에 대항하여 결사의 각오로 바투 왕국의 사람들이 맞섰던 행진(푸푸탄)을 기리는 기념비가 세워져있다. 동서로 약 150m, 남북으로 약 200m의 광장이며, 덴파사르의 중심지이다.
- 쟈가나타 사원 (Pura Jagatnatha)

푸푸탄 광장 동쪽에 마주하고있어 "쟈갓"(Jagat)은 "우주 / 세계 '를 의미한다. 경내 중앙에는 석회암 탑이 세워져 있으며, 발리 힌두교의 최고신 산햔 · 위디가 모셔져 있다.
- 발리박물관

1932년에 오픈한 발리를 대표하는 박물관으로 석기시대의 발굴품, 네덜란드 군과의 전쟁에서 사용된 무기, 발리의 전통 공예인 목각이나 상아 장식품, 발리인의 의식 등이 전시되어 있다. 입장료는 성인 5,000 루피아, 어린이 2,500 루피아로 일 ~ 목요일 8 : 00 ~ 16 : 30, 금요일 8 : 00 ~ 12 : 30에 들어갈 수 있다.
- 바사르 · 바둔 / 쿤바사리 쇼핑 센터

바둔 강 동쪽에 바사르 · 바둔 (시장)이 강 서쪽에 쿤바사리 쇼핑 센터가 있다. 바사르 바투에는 신선식품, 조미료 등이 빽빽하게 쌓여 강렬한 냄새를 발하고 있다. 가격은 협상에 의해 결정되는 것이 많기 때문에 관광객에게는 바가지를 씌울 수 있다. 분위기를 살리고 싶다면 이른 아침, 저녁에 가면 좋지만, 매우 혼잡하고 처음 가는 관광객은 소매치기를 주의하는 것이 좋다.
- 새 시장

70개에 가까운 애완 동물 가게가 늘어서 있다. 조류 이외에도 열대어, 금붕어와 원숭이, 토끼 등 많은 종류의 동물들이 판매되고 있다.

## 교통

### 항공
이곳에는 인도네시아에서 가장 붐비는 공항 중 하나인 응우라라이 국제공항이 있다.

### 해상
베노아 항은 해상으로 덴파사를 출입하는 관문이며, 현재 PT Pelindo III에 의해 운영되고 있다. 시내 중심가에서 약 10km 떨어진 곳에 위치하고 있으며, 1924년부터 운영이 시작되었다.

### 육상
덴파사르에서 대중교통은 가장 열악하고, 비효율적이 되어 가고 있으며, 2010년 기준으로 단지 30%차량 만 대중 교통이다. 대중교통은 그다지 인기가 없으며, 단지 3%만 이용될 뿐이다. 반면, 개인 소유 차량의 성장률은 매년 11%에 이르며, 도로가 신설되는 속도가 이를 따르지 못해 항상 시내중심가는 교통 체증에 시달리고 있다.

## 기후
| 덴파사르 (응우라라이 국제공항)의 기후                                        | 덴파사르 (응우라라이 국제공항)의 기후 | 덴파사르 (응우라라이 국제공항)의 기후 | 덴파사르 (응우라라이 국제공항)의 기후 | 덴파사르 (응우라라이 국제공항)의 기후 | 덴파사르 (응우라라이 국제공항)의 기후 | 덴파사르 (응우라라이 국제공항)의 기후 | 덴파사르 (응우라라이 국제공항)의 기후 | 덴파사르 (응우라라이 국제공항)의 기후 | 덴파사르 (응우라라이 국제공항)의 기후 | 덴파사르 (응우라라이 국제공항)의 기후 | 덴파사르 (응우라라이 국제공항)의 기후 | 덴파사르 (응우라라이 국제공항)의 기후 | 덴파사르 (응우라라이 국제공항)의 기후 |
| 월                                                                           | 1월                                   | 2월                                   | 3월                                   | 4월                                   | 5월                                   | 6월                                   | 7월                                   | 8월                                   | 9월                                   | 10월                                  | 11월                                  | 12월                                  | 연간                                  |
| ---------------------------------------------------------------------------- | ------------------------------------- | ------------------------------------- | ------------------------------------- | ------------------------------------- | ------------------------------------- | ------------------------------------- | ------------------------------------- | ------------------------------------- | ------------------------------------- | ------------------------------------- | ------------------------------------- | ------------------------------------- | ------------------------------------- |
| 역대 최고 기온 °C (°F)                                                       | 34.0 (93.2)                           | 33.0 (91.4)                           | 35.5 (95.9)                           | 33.4 (92.1)                           | 32.8 (91.0)                           | 33.3 (91.9)                           | 32.9 (91.2)                           | 31.5 (88.7)                           | 33.5 (92.3)                           | 33.6 (92.5)                           | 34.0 (93.2)                           | 35.0 (95.0)                           | 35.5 (95.9)                           |
| 일평균 최고 기온 °C (°F)                                                     | 30.9 (87.6)                           | 30.9 (87.6)                           | 31.0 (87.8)                           | 31.0 (87.8)                           | 30.5 (86.9)                           | 29.8 (85.6)                           | 29.0 (84.2)                           | 29.1 (84.4)                           | 30.0 (86.0)                           | 31.0 (87.8)                           | 31.6 (88.9)                           | 30.8 (87.4)                           | 30.5 (86.8)                           |
| 일일 평균 기온 °C (°F)                                                       | 27.9 (82.2)                           | 27.9 (82.2)                           | 28.0 (82.4)                           | 28.1 (82.6)                           | 27.7 (81.9)                           | 27.1 (80.8)                           | 26.5 (79.7)                           | 26.2 (79.2)                           | 26.7 (80.1)                           | 27.6 (81.7)                           | 28.1 (82.6)                           | 27.9 (82.2)                           | 27.5 (81.5)                           |
| 일평균 최저 기온 °C (°F)                                                     | 25.1 (77.2)                           | 25.0 (77.0)                           | 25.0 (77.0)                           | 25.1 (77.2)                           | 24.9 (76.8)                           | 24.6 (76.3)                           | 24.1 (75.4)                           | 23.8 (74.8)                           | 23.8 (74.8)                           | 24.6 (76.3)                           | 25.3 (77.5)                           | 25.3 (77.5)                           | 24.7 (76.5)                           |
| 역대 최저 기온 °C (°F)                                                       | 20.8 (69.4)                           | 20.7 (69.3)                           | 22.3 (72.1)                           | 20.2 (68.4)                           | 18.5 (65.3)                           | 19.9 (67.8)                           | 19.4 (66.9)                           | 17.5 (63.5)                           | 18.4 (65.1)                           | 20.2 (68.4)                           | 20.6 (69.1)                           | 20.8 (69.4)                           | 17.5 (63.5)                           |
| 평균 강수량 mm (인치)                                                        | 388.4 (15.29)                         | 298.7 (11.76)                         | 213.9 (8.42)                          | 114.5 (4.51)                          | 72.8 (2.87)                           | 50.8 (2.00)                           | 29.7 (1.17)                           | 16.1 (0.63)                           | 40.7 (1.60)                           | 67.9 (2.67)                           | 149.4 (5.88)                          | 299.3 (11.78)                         | 1,742.2 (68.58)                       |
| 평균 강수일수                                                                | 18.8                                  | 16.5                                  | 13.3                                  | 8.8                                   | 6.5                                   | 4.7                                   | 3.3                                   | 1.9                                   | 2.8                                   | 4.8                                   | 10.3                                  | 15.9                                  | 107.6                                 |
| 평균 상대 습도 (%)                                                           | 82                                    | 84                                    | 83                                    | 82                                    | 83                                    | 83                                    | 80                                    | 80                                    | 80                                    | 83                                    | 80                                    | 81                                    | 82                                    |
| 평균 월간 일조시간                                                           | 197.0                                 | 190.4                                 | 222.1                                 | 237.9                                 | 264.6                                 | 239.8                                 | 262.6                                 | 277.4                                 | 269.6                                 | 281.1                                 | 246.4                                 | 186.2                                 | 2,875.1                               |
| 출처 1: Starlings Roost Weather (평년값: 1991년~2020년, 극값: 1999년~2023년) |                                       |                                       |                                       |                                       |                                       |                                       |                                       |                                       |                                       |                                       |                                       |                                       |                                       |
| 출처 2: 유엔식량농업기구 (상대습도: 1961년~1990년)                           |                                       |                                       |                                       |                                       |                                       |                                       |                                       |                                       |                                       |                                       |                                       |                                       |                                       |

## 자매 도시
- 대한민국 전라남도 신안군
- 멕시코 베라크루스
- 스페인 그란카나리아섬
- 태국 푸켓
- 캐나다 오타와
- 중국 하이커우시[7]
- 말레이시아 조지타운 (말레이시아)